# Ministeriet for Grøn Trepart
Ministeriet for Grøn Trepart är ett ministerium i Danmark, som upprättades 29 augusti 2024.
Ministeriet offentliggjordes 28 augusti 2024, Som en del av en ministerrokad i regeringen Mette Frederiksen II blev Jeppe Bruus utnämnd till minister.

## Grøn Trepart
Den grønne trepart är ett avtal som gåtts samman mellan regeringen (Socialdemokratiet, Venstre och Moderaterne) och parterna i den grønne trepart (Landbrug & Fødevarer, Danmarks naturfredningsforening, Fødevareforbundet NNF, Dansk metal, DI - Dansk industri och KL) den 24 juni 2024. Avtalet skall utgöra en långsiktig grund för omstrukturering och omvandling av Danmarks landarealer och
av livsmedels- och jordbruksproduktionen i Danmark. I avtalet ingår "Danmarks grønne arealfond", som ska ligga till grund för att mer än 15 procent av den totala jordbruksmarken i Danmark skall omvandlas till skog och natur. För att finanseriera avtalet har 40 miljarder danska kronor avsatts. De ska bland annat bidra till: 
- Beskogning av 250 000 hektar skog fram till 2045
- Att 140 000 hektar kolrik låglandsjord tas ur produktion fram till 2030
- Initiering av strategiska förvärv av mark, bl.a. med tanke på kväveminskningar och jordfördelning.
- Åtgärder för att minska kvävetillförseln till de syrefattiga danska fjordarna.[3][4][5][6]

## Underliggande myndigheter
- Naturstyrelsen
- Styrelsen for grøn arealomlægning og vandmiljø